# Pedro Tojal
Pedro Tojal é um arquiteto português.

## Biografia
Destaca-se entre os seus projetos arquitetónicos, o seguinte: 
- Edifício do Banco Fonsecas & Burnay na Rua Castilho, em Lisboa Prémio Valmor e Municipal de Arquitectura 1984 (projecto conjunto com Manuel Moreira, Carlos Bandeira, Jorge Silva, Francisco Sequeira, Nuno Silva e Armindo Silva[1]